# Débora Fernandes da Costa
Débora Fernandes da Costa (San Paolo, 12 agosto 1991) è una cestista brasiliana.

## Carriera
Con il Brasile ha disputato i Campionati mondiali del 2014 e cinque edizioni dei Campionati americani (2013, 2015, 2019, 2021, 2023).